# 壱岐市立盈科小学校
壱岐市立盈科小学校（いきしりつ えいかしょうがっこう, Iki City Eika Elementary School）は長崎県壱岐市にある公立小学校。略称は「盈科小」（えいかしょう）、「盈小」（えいしょう）。

## 概要
歴史
1874年（明治7年）に開校した「第五大学区第四中学区武生水小学校」を前身とする。2009年（平成21年）に創立135周年を迎えた。
校名の由来
「盈科」という校名は、孟子の語の一節（「源泉混混不舎畫夜盈科而後進放乎四海有本者如是」）から引用され、1875年（明治8年）に長崎県学務課長によって名づけられたと言われている。なお、この孟子の言葉は校歌の「源泉の歌」にも反映されている。また、「科」は「穴」を意味し、「盈」は「満たす」という意味を表す。「盈科」は「穴に水などが満ちること」、「隅々までゆきわたること」を表す。
校章
校名の由来となっている湧水を図案化し、「盈」の文字を中央に置く。
校歌
タイトルは「源泉の歌」。歌詞は3番まであり、1番は校名の由来にもなった孟子の言葉を反映した歌詞となっている。各番とも「わが健児」で終わる。
校区
郷ノ浦町武生水（むしょうず）地区（志原地区・柳田地区を除く）。住所表記で郷ノ浦町の後に「本村触」、「庄触」、「東触」、「永田触」、「片原触」、「郷ノ浦」、「坪触」、「田中触」（一部）が続く地区。卒業後は、大半が壱岐市立郷ノ浦中学校へ進学する。

## 沿革
- 1874年（明治7年）10月10日 - 「第五大学区第四中学区[2]武生水小学校」が片原（かたばる）の喜応寺丘[3]に創立。
- 1875年（明治8年）- 「第五大学区第四中学区盈科小学校」と改称。
- 1879年（明治12年）- 「長崎県石田郡武生水部公立盈科小学校」と改称。
- 1882年（明治15年）1月6日 - 長崎県壱岐中学校[4]の開校に伴い、武生水本村触632番地のイに移転。
- 1883年（明治16年）10月 - 「石田郡武生水学区公立中等盈科小学校」と改称。
- 1886年（明治19年）3月 - 小学校令の改正に伴い、尋常科（4ヶ年）を設置の上、「長崎県石田郡尋常盈科小学校」と改称。
- 1892年（明治25年）7月 - 「石田郡武生水村立盈科尋常小学校」と改称（「尋常」の位置が変わる）。
- 1896年（明治29年）
  - 4月 - 武生水村の壱岐郡への編入に伴い、「壱岐郡武生水村立盈科尋常小学校」と改称。
  - 11月5日 -　武生水本村触627に移転。
- 1901年（明治34年）4月 - 「壱岐郡盈科尋常小学校」と改称。
- 1908年（明治41年）4月1日 - 義務教育期間の延長[5]により尋常科5・6年を新設。また高等科（2ヶ年）を設置[6]し、「壱岐郡盈科尋常高等小学校」と改称（尋常科6年・高等科2年）。
- 1912年（明治45年）- 字大里589番地（現在地）に校舎を新築移転。
- 1913年（大正2年）4月3日 - 改築校舎が完成。
- 1916年（大正5年）4月 - 武生水村立実業補習学校を併置。
- 1923年（大正12年）- 澤柳政太郎博士一行が視察のため、来校。
- 1924年（大正13年）- 5月5日 - ヘレン・パーカーストがドルトン・プラン指導のために来校。
- 1925年（大正14年）- 武生水幼稚園を併設。
- 1926年（大正15年）
  - 10月10日 - 校舎を増築。（北寮二階）
  - この年 - 併設の武生水村立実業補習学校が青年訓練認定武生水村立実業補習学校と改称。
- 1935年（昭和10年）6月1日 - 青年学校令により、併設の武生水村立実業補習学校が武生水村立青年学校に改称。
- 1941年（昭和16年）4月1日 - 国民学校令により、「武生水町国民学校」と改称。尋常科を初等科に改称（初等科6年・高等科2年）。
- 1942年（昭和17年）- 武生水幼稚園が移転。
- 1947年（昭和22年）4月1日 - 学制改革（六・三制の実施）
  - 旧・国民学校の初等科が改組され、「武生水町立武生水小学校」となる。
  - 旧・国民学校の高等科および青年学校が改組され、武生水町立武生水中学校（新制中学校）となり、当初小学校に併設される。
- 1950年（昭和25年）4月12日 - 武生水中学校[7]が長崎県立壱岐高等女学校跡地[8]に移転したため、併設を解消し独立。
- 1952年（昭和27年）4月1日 - 「武生水町立盈科小学校」と改称。
- 1955年（昭和30年）2月11日 - 町村合併に伴い、「郷ノ浦町立盈科小学校」と改称。
- 1958年（昭和33年）12月5日 - 鉄筋3階建校舎が完成。
- 1959年（昭和34年）- 在籍児童数が最大の1,003名（21学級）となる。
- 1964年（昭和39年）10月10日 - 創立90周年記念式典を挙行。記念事業として岩石園を造成。
- 1968年（昭和43年）
  - 4月22日 - 学校給食を開始。
  - 9月4日 - 運動場南西側拡張工事が完了。
  - 9月17日 - NHK全国学校音楽コンクール県大会に出場。
- 1969年（昭和44年）9月10日 - 皇太子、皇太子妃が来校。
- 1971年（昭和46年）12月9日 - 教育工学室を設置。LANを設置。
- 1973年（昭和48年）8月16日 - 水洗便所工事を実施。
- 1974年（昭和49年）5月12日 - 創立100周年記念大運動会を実施。
- 1975年（昭和50年）6月25日 - プールが完成し、プール開きを行う。
- 1976年（昭和51年）7月26日 - 交通少年団結成式を挙行。
- 1979年（昭和54年）9月1日 - 体育館が完成。
- 1980年（昭和55年）3月25日 - 特別教室が完成。
- 1981年（昭和56年）9月2日 - 運動場全面を真砂土で客土。
- 1983年（昭和58年）7月1日 - 学校情報テレフォンサービスを開始。
- 1986年（昭和61年）8月1日 - 補助（小）プールが完成。
- 1990年（平成2年）9月18日 - 校舎を大規模に改装。
- 1992年（平成4年）7月27日 - 生活科飼育舎が完成。
- 1998年（平成10年）9月13日 - パソコン教室が完成。
- 2003年（平成15年）3月9日 - 運動場に防球ネットを設置。
- 2004年（平成16年）2月25日 - 4町合併による壱岐市誕生に伴い、「壱岐市立盈科小学校」（現在名）に改称。
- 2007年（平成19年）4月1日 - 長崎県立虹の原養護学校（現長崎県立虹の原特別支援学校）壱岐分教室を開設。
- 2008年（平成20年）
  - 4月2日 - 壱岐市で初めて特別支援教育支援員が配置。
  - 7月8日 - 壱岐高等学校において、長崎歴史文化博物館による遠隔授業（6年生対象）を開催。
  - 9月12日 - ライジング福岡（プロバスケットボール）チームが来校し、5年生に指導。
- 2009年（平成21年）
  - 1月27日 - Vファーレン長崎（プロサッカー）チームが来校し、2年生に指導。
  - 4月10日 - 新学習指導要領への移行借置で、外国語（英語）活動が開始。
  - 5月11日 - AEDを設置。
  - 6月4日 - 東昇降口スロープ拡張工事、正面玄関・西昇降口スロープ新設工事を実施。
- 2015年（平成27年）4月1日 - 併設の長崎県立虹の原特別支援学校壱岐分教室が「長崎県立虹の原特別支援学校壱岐分校」（小中学部）に改称。

## アクセス
最寄りのバス停
- 壱岐交通
  - 「郷ノ浦庁舎前」バス停下車後すぐ。
    - 郷ノ浦港からは、郷ノ浦「本町」バス停で下車後、反対側のバス停から「芦辺」・「印通寺」・「勝本」行き等のバスに乗車。（「本町」バス停から上り坂を徒歩10～15分）

  - 「新道」バス停下車後、上り坂を徒歩5～10分
    - 芦辺漁港方面からは「郷ノ浦行き（直行）」のバスに乗車。
    - 印通寺港方面からは「郷ノ浦行き」のバスに乗車。
    - 壱岐空港方面からは「郷ノ浦行き」のバスに乗車。

最寄りの国道・県道
- 国道382号
- 長崎県道25号郷ノ浦港線
- 長崎県道175号渡良浦初瀬線
  - 郷ノ浦港方面からは、長崎県道25号郷ノ浦港線を北上し、（県道175号と接続）「本町交差点」で右折。
  - 芦辺漁港方面からは、長崎県道23号勝本石田線を南下し、田河校前交差点で右折し県道173号郷ノ浦芦辺線を南下。八畑交差点を直進で過ぎた後の信号で、バイパス（郷ノ浦中学校）方向へ右折。
  - 印通寺港・壱岐空港方面からは国道382号を通り、西へ進む。八畑交差点を直進で過ぎた後の信号で、バイパス（郷ノ浦中学校）方向へ右折。

## 周辺
学校・文化施設
- 壱岐市立郷ノ浦幼稚園
- 壱岐市立郷ノ浦中学校（旧壱岐市立武生水中学校）
- 長崎県立壱岐高等学校
- 旧壱岐高等家政学院
- 壱岐市立郷ノ浦図書館

官公署
- 壱岐市役所本庁（郷ノ浦庁舎、旧郷ノ浦町役場）
- 壱岐振興局（旧壱岐支庁、壱岐地方局）- 壱岐保健所
- 壱岐警察署
- 長崎地方法務局壱岐支局
- 長崎地方裁判所壱岐支部・長崎家庭裁判所壱岐支部・壱岐簡易裁判所

金融機関・郵便局
- 十八親和銀行壱岐支店
- 郷ノ浦郵便局

病院
- 赤木病院
- 壱岐公立病院（現在は閉鎖され、「壱岐市民病院」として志原地区に移転した。）

その他
- 壱岐日報社
- 壱岐市ケーブルテレビ
- 亀丘城跡